# Tony Goldwyn

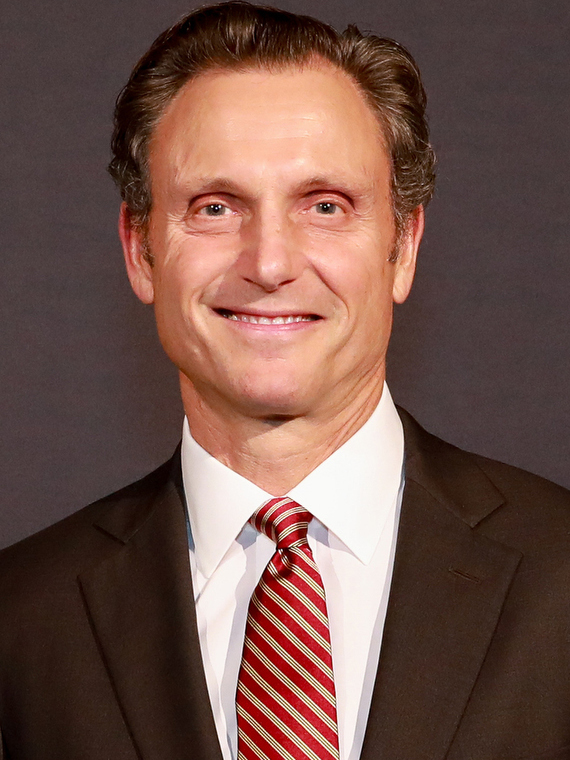
Tony Goldwyn (2019)

Anthony Howard „Tony“ Goldwyn (* 20. Mai 1960 in Los Angeles, Kalifornien) ist ein US-amerikanischer Schauspieler, Regisseur und Filmproduzent.
Seinen Durchbruch hatte er 1990 in der Rolle des Carl Bruner im Spielfilm Ghost – Nachricht von Sam. Von 2012 bis 2018 stellte er in der Serie Scandal den US-Präsidenten Fitzgerald „Fitz“ Thomas Grant III dar.

## Leben
Tony Goldwyn ist Sohn des Filmproduzenten Samuel Goldwyn junior (1926–2015) und der Schauspielerin Jennifer Howard (1925–1993). Sein Großvater väterlicherseits war der Filmproduzent Samuel Goldwyn, sein Großvater mütterlicherseits der Dramatiker Sidney Howard.
Er absolvierte das Hamilton College in Clinton und 1982 die Brandeis University in Massachusetts. 1990 wurde er in John Willis’ Zeitschrift Screen World den vielversprechendsten jungen Schauspielern (Promising New Actors of 1990) zugerechnet.
Goldwyn spielte im Film Ghost – Nachricht von Sam (1990) neben Patrick Swayze und Demi Moore die Rolle des Carl Bruner. Im Film Die Akte (1993) war er neben Julia Roberts und Denzel Washington zu sehen. Goldwyn übernahm 1998 in der Miniserie From the Earth to the Moon die Rolle des Astronauten Neil Armstrong. Im Jahr darauf sprach er im Disney-Zeichentrickfilm Tarzan die titelgebende Hauptfigur. Am ebenfalls 1999 veröffentlichten Film A Walk on the Moon mit Anna Paquin war er als Regisseur und Produzent beteiligt. In The 6th Day (2000) trat er neben Arnold Schwarzenegger auf. Im Actionfilm Last Samurai trat Goldwyn 2003 an der Seite von Tom Cruise als Colonel Bagley auf. Sein schauspielerisches Schaffen umfasst mehr als 80 Produktionen.
Von 2012 bis 2018 war Goldwyn in 117 Episoden der Politserie Scandal als US-Präsident Fitzgerald „Fitz“ Thomas Grant III zu sehen. Bei mehreren Episoden der Serie übernahm er auch die Regie. Weitere Filme, bei denen er Regie führte, sind Männerzirkus (2001) mit Ashley Judd und Hugh Jackman, Der letzte Kuss (2006) sowie Betty Anne Waters (2010). Als Regisseur war er an mehr als 20 Produktionen beteiligt.
Goldwyn ist seit 1989 mit der Filmarchitektin Jane Musky verheiratet und hat zwei Töchter. Sein Bruder John Goldwyn (* 1958) ist ein Filmproduzent und Manager bei Paramount Pictures.

## Filmografie (Auswahl)
Schauspieler
- 1986: Freitag der 13. Teil VI – Jason lebt (Friday the 13th Part VI: Jason Lives)
- 1987: Matlock (Fernsehserie, Episode 1x25 – Der Mörder mit dem weißen Kittel)
- 1987: Gaby – Eine wahre Geschichte (Gaby: A True Story)
- 1988: Um jeden Preis (Favorite Son, Miniserie, 3 Episoden)
- 1989: Eintritt zur Hölle (Dark Holiday, Fernsehfilm)
- 1990: Ghost – Nachricht von Sam (Ghost)
- 1991: Geschichten aus der Gruft (Tales from the Crypt, Fernsehserie, Episode 3x04)
- 1991: 444 Tage – Amerika in Geiselhaft (Iran: Days of Crisis, Fernsehfilm)
- 1992: Spuren von Rot (Traces of Red)
- 1992: Kuffs – Ein Kerl zum Schießen (Kuffs)
- 1993: Mörderische Hitze (Taking the Heat, Fernsehfilm)
- 1993: Die Akte (The Pelican Brief)
- 1993: Love Matters (Fernsehfilm)
- 1994: Der unsichtbare Tod (The Last Tattoo)
- 1995: Die Legende von Pocahontas (Pocahontas: The Legend)
- 1995: Story Stripper – Schmutzige Zeilen (The Last Word)
- 1995: Truman (Fernsehfilm)
- 1995: Wer hat Angst vorm Weihnachtsmann? (Reckless)
- 1995: Nixon
- 1996: The Boys Next Door (Fernsehfilm)
- 1996: The Substance of Fire
- 1997: … denn zum Küssen sind sie da (Kiss the Girls)
- 1997: Trouble on the Corner
- 1998: From the Earth to the Moon (Miniserie, 2 Episoden)
- 1998: Mörderischer Pakt (The Lesser Evil)
- 1999: Tarzan (Sprechrolle)
- 2000: The 6th Day
- 2000: Bounce – Eine Chance für die Liebe (Bounce)
- 2001: The Song of the Lark (Fernsehfilm)
- 2001: Ein amerikanischer Traum (An American Rhapsody)
- 2001: Frasier (Fernsehserie, 1 Episode)
- 2002: Abandon – Ein mörderisches Spiel (Abandon)
- 2002: Joshua
- 2003: Ash Tuesday
- 2003: Last Samurai (The Last Samurai)
- 2004: Without a Trace – Spurlos verschwunden (Without a Trace, Fernsehserie, 2 Episoden)
- 2005: The L Word – Wenn Frauen Frauen lieben (The L Word, Fernsehserie, 2 Episoden)
- 2005: The Godfather of Green Bay
- 2005: The Sisters
- 2005: Ghosts Never Sleep
- 2005: American Gun
- 2006: Dexter (Fernsehserie, Episode 1x08)
- 2007–2008: Criminal Intent – Verbrechen im Visier (Law & Order: Criminal Intent, Fernsehserie, 4 Episoden)
- 2009: The Last House on the Left
- 2009: Good Wife (The Good Wife, Fernsehserie, Episode 1x10)
- 2011: The Mechanic
- 2011: Drop Dead Diva (Fernsehserie, Episode 3x06)
- 2012–2018: Scandal (Fernsehserie, 117 Episoden)
- 2014: Die Bestimmung – Divergent (Divergent)
- 2014: Outlaw Prophet: Warren Jeffs (Fernsehfilm)
- 2015: Die Bestimmung – Insurgent (Insurgent)
- 2016: Das Belko Experiment (The Belko Experiment)
- 2017: Happy Birthday – Ein Geburtstag zum Verlieben (All I Wish)
- 2017: The Secret Man (Mark Felt: The Man Who Brought Down the White House)
- 2019: Chambers (Fernsehserie, 10 Episoden)
- 2020: Lovecraft Country (Fernsehserie, Episode 1x02)
- 2021: King Richard
- 2021: but i'm here too (Kurzfilm)
- 2021: The Hot Zone (Fernsehserie, 6 Episoden)
- 2022: The People We Hate at the Wedding
- 2023: Plane
- 2023: Murder Mystery 2
- 2023: Oppenheimer
- 2023: Ezra – Eine Familiengeschichte (Ezra)

Regie
- 1999: A Walk on the Moon
- 2001: Männerzirkus (Someone Like You…)
- 2004: Without a Trace – Spurlos verschwunden (Without a Trace, Fernsehserie, 1 Episode)
- 2004–2005: The L Word – Wenn Frauen Frauen lieben (The L Word, Fernsehserie, 3 Episoden)
- 2005–2006: Grey’s Anatomy (Fernsehserie, 2 Episoden)
- 2006: Law & Order (Fernsehserie, 1 Episode)
- 2006: Der letzte Kuss (The Last Kiss)
- 2006–2007: Dexter (Fernsehserie, 4 Episoden)
- 2007: Kidnapped – 13 Tage Hoffnung (Kidnapped, Fernsehserie, 1 Episode)
- 2007: Private Practice (Fernsehserie, 1 Episode)
- 2007: Alibi (Fernsehfilm)
- 2010: Damages – Im Netz der Macht (Damages, Fernsehserie, 1 Episode)
- 2010: Betty Anne Waters (Conviction)
- 2010–2012: Justified (Fernsehserie, 3 Episoden)
- 2011: Hawthorne (Fernsehserie, 1 Episode)
- 2012: Philly Lawyer (Fernsehfilm)
- 2013–2018: Scandal (Fernsehserie, 9 Episoden)
- 2014: The Divide (Fernsehserie, 2 Episoden)
- 2019: Chambers (Fernsehserie, 1 Episode)
- 2021: but i'm here too (Kurzfilm)
- 2023: Ezra – Eine Familiengeschichte (Ezra)

Produzent
- 1999: A Walk on the Moon
- 2010: Betty Anne Waters (Conviction)
- 2023: Ezra – Eine Familiengeschichte (Ezra)